# TIGIT (proteïna)
El TIGIT (també anomenat Immunoreceptor de limfòcit T amb domini Ig i ITIM) és un receptor immunològic present en alguns limfòcits T i cèl·lules NK. També són identificats com a WUCAM i Vstm3. El TIGIT podria unir-se a CD155 (PVR) en cèl·lules dendrítiques (DC), macròfags, etc. amb alta afinitat, i també a CD112 (PVRL2) amb menor afinitat.
La investigació ha demostrat que la proteïna de fusió TIGIT-Fc podria interactuar amb PVR en les cèl·lules dendrítiques i augmentar el seu nivell de secreció d'IL-10, disminuir el seu nivell de secreció d'IL-12 sota l'estimulació LPS, i també inhibir l’activació dels limfòcits T in vivo. La inhibició de TIGIT de la citotoxicitat NK pot ser bloquejada per anticossos contra la seva interacció amb PVR i l'activitat es dirigeix a través del seu domini ITIM.